# Prieuré du Sauvage
Le prieuré du Sauvage est un ancien prieuré de l'ordre de Grandmont qui est situé à Balsac, en France.
Il fait l'objet d'une inscription au titre des monuments historiques depuis 1981.

## Description
Ce prieuré de l'ordre de Grandmont, fondé au début du XIIIe siècle, présente quelques différences avec l'architecture grandmontaine traditionnelle car l'église se trouvait au sud du carré formant le monastère (autour du cloître) et non pas au nord comme de coutume. Cette église située au sud a disparu. Seule l'aile orientale des bâtiments subsiste. Elle abrite l'ancienne sacristie voûtée en berceau brisé, la salle capitulaire (5,80 mètres x 5,80 mètres), et une autre pièce voûtée en arc brisé, sans doute le cellier (6 mètres de longueur). La porte de la salle capitulaire donnant sur le cloître est en plein cintre, flanquée de deux fenêtres séparées de la porte par quatre colonnettes. L'autre façade de cette aile est éclairée de lancettes. Il demeure un reste de mur gouttereau au nord.

## Localisation
Le prieuré est situé dans la commune de Balsac, dans le département français de l'Aveyron, près du lieu-dit Le Pas au sud du bourg.

## Historique

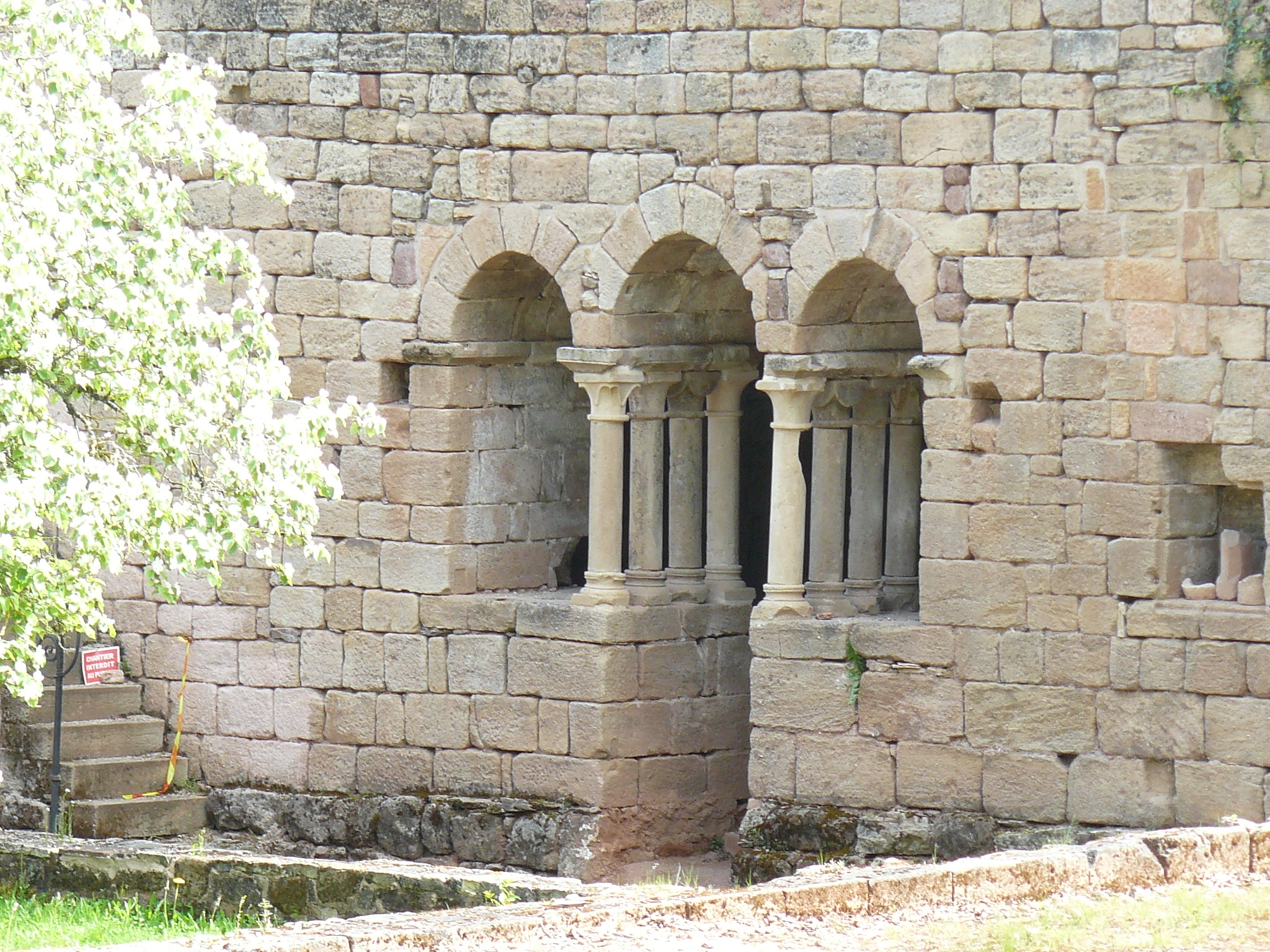
Porte et baies géminées de la salle capitulaire.

Le Sauvage aurait été fondé par le comte Henri de Rodez et sa femme, Agnès. Cette dernière était la fille de Guillaume VIII, le bienfaiteur de Chavanon. Le plus ancien document qui nous soit parvenu date de 1208. Comme toutes les celles, Le Sauvage reçut de nombreux dons, et particulièrement des comtes de Rodez. En 1271 dans son testament, Hugues IV lègue 100 sous melgoriens au Sauvage. Vingt ans plus tard, c'est Mascaronne de Comminges, femme d'Henri II, qui fait un legs. Lors de la réorganisation de 1317 imposée par Jean XXII, Le Sauvage est uni à Montauberou. Quinze ans plus tard, l'église est en ruine. Dans un acte du 31 juillet 1363, le Pape Innocent VI, déclare l'église en ruine depuis trente ans environ. Aussi la reconstruit-on, et le 9 mai 1445, l'évêque de Rodez, Guillaume de La Tour, consacre la nouvelle église. Elle est dédiée à la Vierge et à Saint Étienne. Au XVIIe siècle, un religieux, Guillaume Busquelay, représentant le prieur commendataire de Montauberou s'intitule prieur, et y installe un corps de garde . Révoqué en 1632, excommunié par l'abbé de Grandmont, il se maintiendra au Sauvage par la terreur une dizaine d'années. En 1647, un prieur jacobin de Rodez relate l'état des lieux : « la maison est tout à fait ruinée...l'église est sans vitres et sans ornements, ouverte de tous côtés, ne se disant ni messe, ni office ». Les Oratoriens ayant obtenu en 1699 l'union de Montauberou au séminaire de Montpellier, sa communauté se replia au Sauvage, qui fut considéré comme prieuré de l'Ordre. La conventualité comprend en 1768 (25 septembre), trois religieux : Dom Thibaut, prieur, Dom de La Guérinière, et Dom La Couture. Elle est expulsée en vertu de l'application des lettres-patentes.
En 1769, Le Sauvage sert de carrière de pierres, et l'église est démolie en 1793. Vendu comme bien national le 10 avril 1793 à J. Guizot, habitant Balsac, qui transforme le lieu en exploitation agricole. Il se sert des bâtiments inemployés (église) comme carrière de pierres pour construire la maison du domaine. La salle capitulaire et la salle des moines sont transformées en chais. Mais l'arrivée du phylloxéra qui ruine le vignoble du Marcillac, entraîne l'abandon du bâtiment Est. Laissé sans surveillance et sans objet, le bâtiment se dégrade, vite pris dans une végétation luxuriante. En 1967, une opération de sauvetage est lancée par l'association « Le club du Vieux Manoir », mais fut sans lendemain. Il ne reste rien de l'église, qui se trouvait au sud des bâtiments conventuels, les seuls vestiges restants sont ceux du bâtiment Est.
L'édifice est inscrit au titre des monuments historiques depuis le 29 décembre 1981. Une légende raconterait que dans les sous-sol du prieuré se trouve un souterrain rejoignant le château de Balsac

## Illustrations

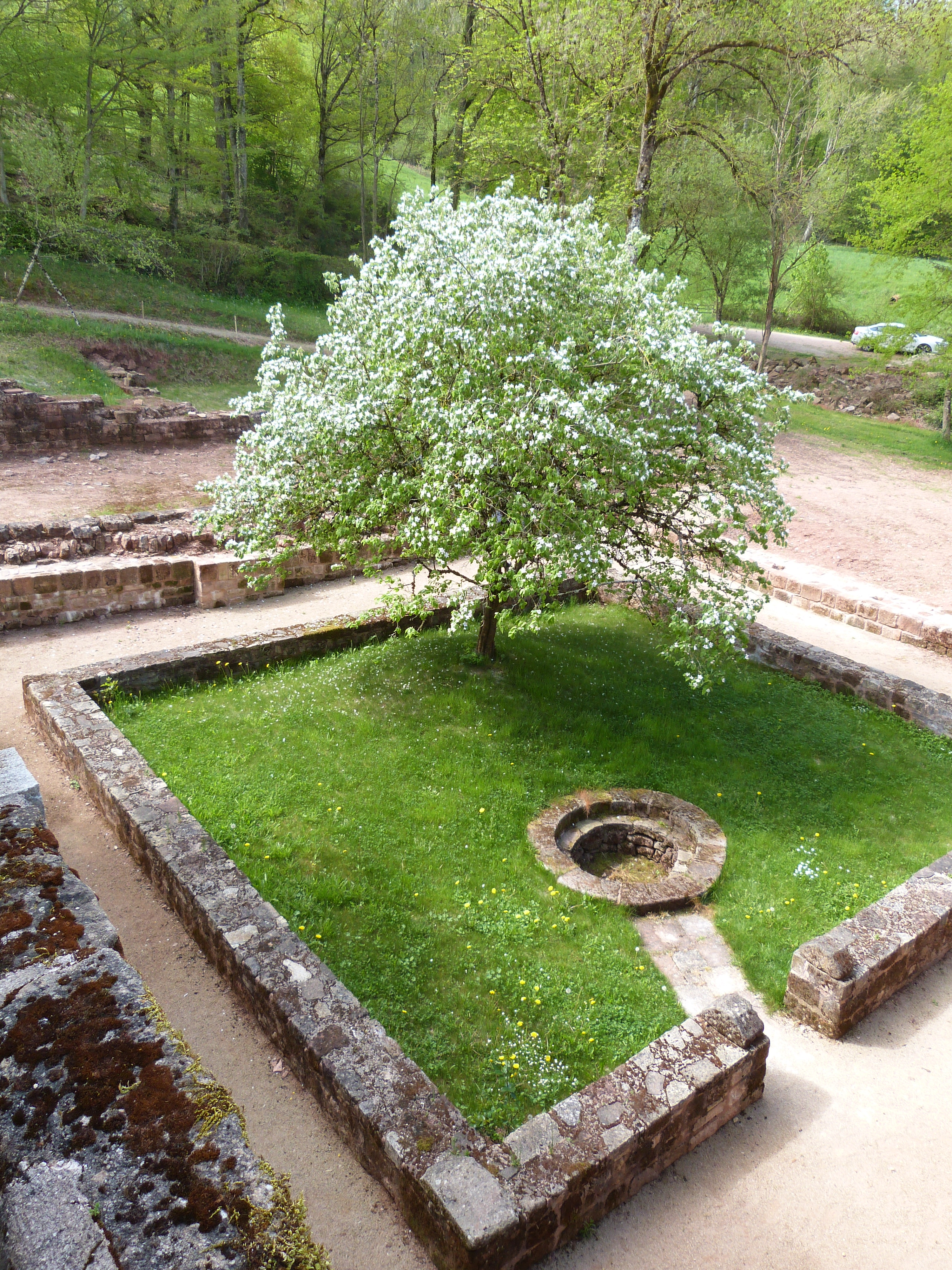
Vestiges du cloître.
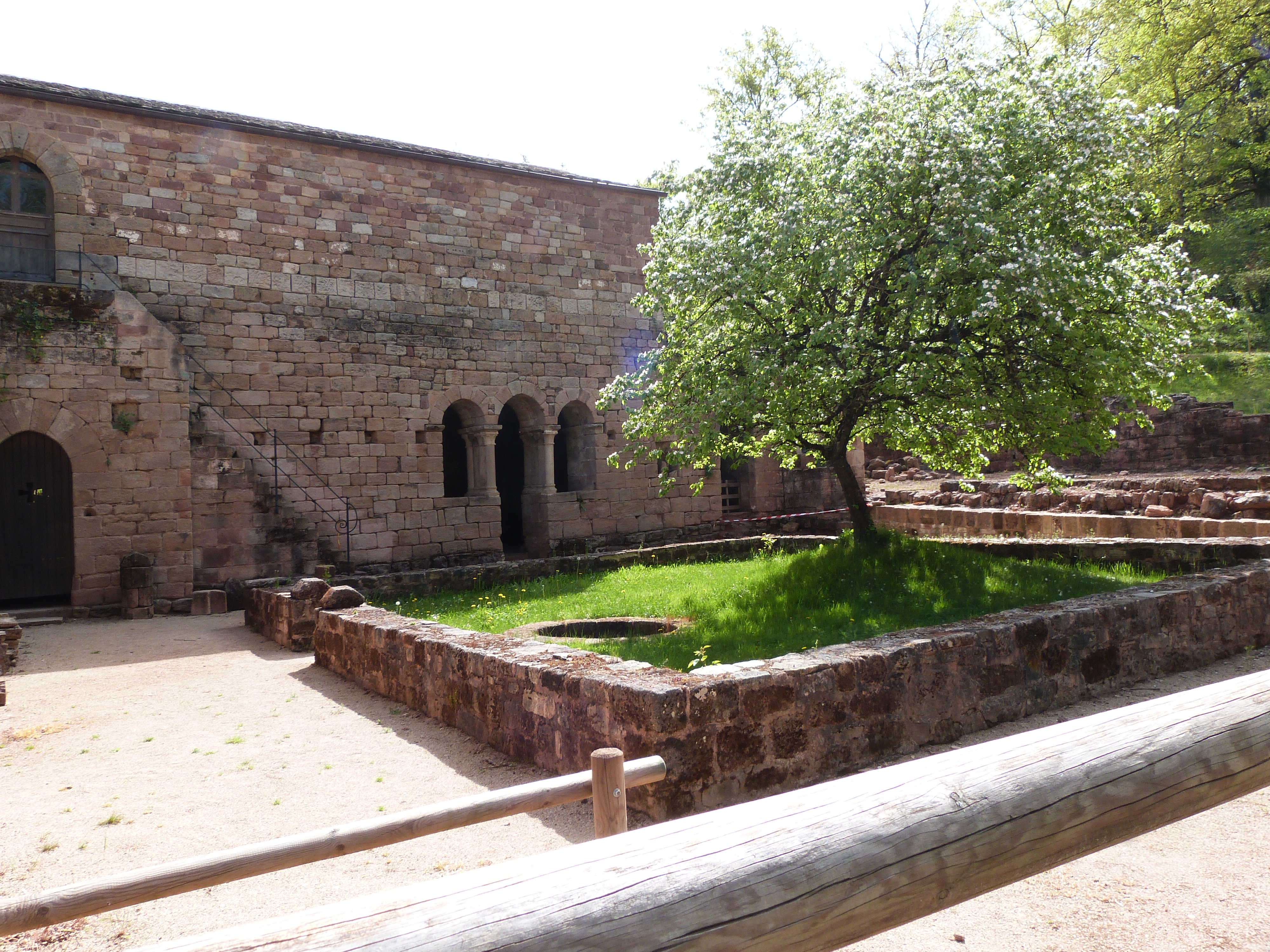
Vue de l'aile Est donnant sur l'ancien cloître.
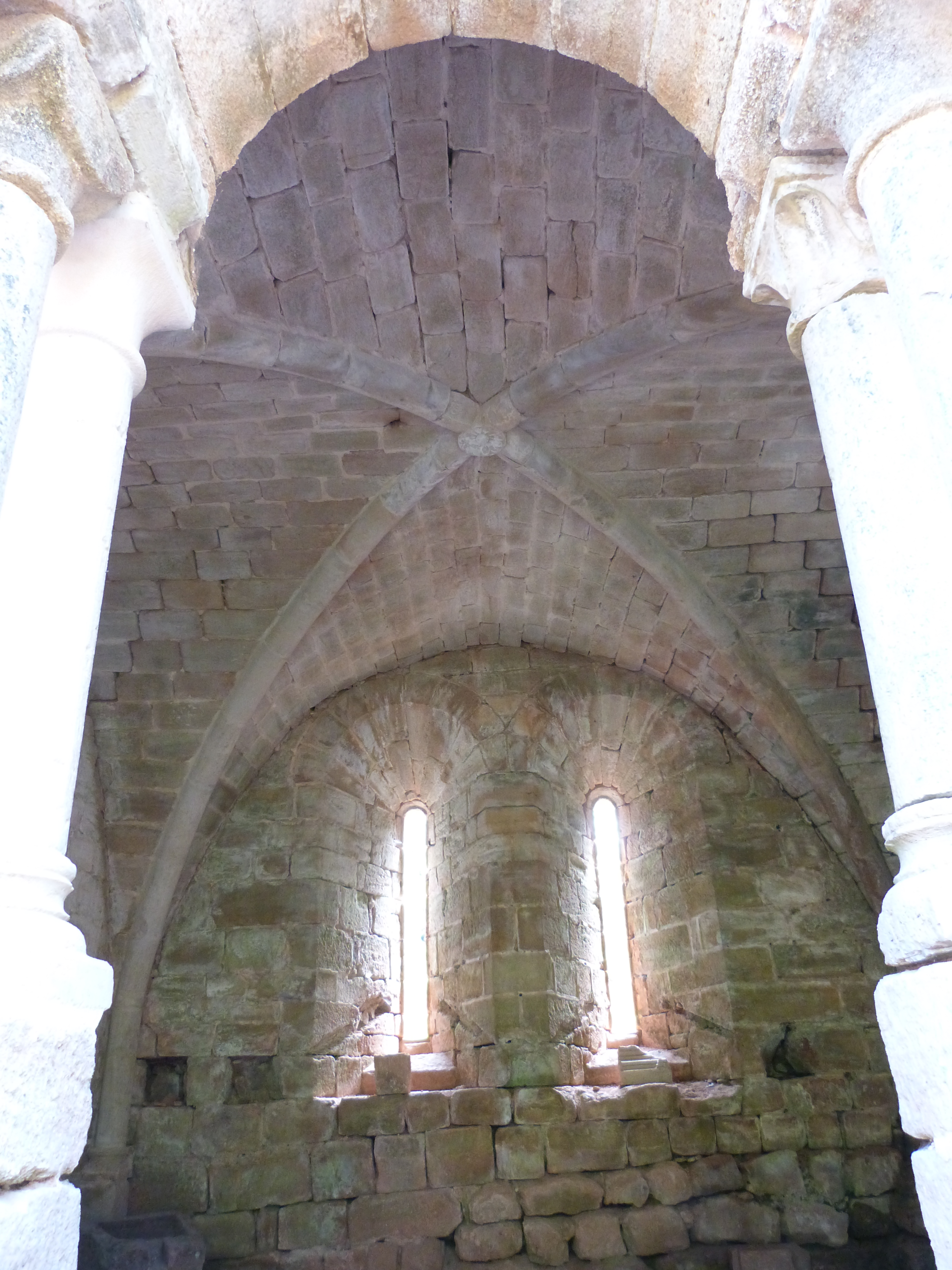
Salle capitulaire.